# Ella baila sola
Ella Balla Sola és un duo musical femení espanyol, que va estar en actiu des de 1996 fins a finals de 2001 format per Marilia Andrés (17 de desembre de 1975) i Marta Botía (15 de setembre de 1974), actualment actiu amb un dels seus integrants originals Marta Botía. Aquestes dues joves madrilenyes van saltar a la fama ràpidament quan el 1996 van publicar el primer senzill de la seva carrera, Lo echamos a suertes, cançó que seria un èxit a Espanya i Hispanoamèrica i que es va mantenir com número 1 en totes les llistes musicals (Els 40 Principals entre altres). En només uns mesos ja havien aconseguit vendre més d'1.500.000 còpies del seu àlbum debut, aconseguint ser un dels tres discos més venuts d'aquest any.
Les seves diferències personals van propiciar la ruptura com a duo musical a l'octubre de 2001 mitjançant un comunicat. Entre les seves composicions, es destaquen èxits com Lo echamos a suertes, Amores de barra, Y Quisiera o Cuando los sapos bailen flamenco.

## Discografia

### Àlbums d'estudi
- (1996): Ella baila sola (+1.700.000)
- Certificacions:
- ESP: 7 X Platino
- ARG: Platino
- COL: Platino
- PER: Platino
- VEN: Platino
- ECU: Oro
- URG: Oro
- CHL: 2 X Platino

- (1998): E.B.S. (+1.200.000)
- Certificacions:
- ESP: 3 X Platino
- ARG: Oro

- (2000): Marta y Marilia (+700.000)
- (2001): Grandes Éxitos: 96-98-00 (+300.000)

### Altres / Recopilatoris
- (2004): Colección Grandes (+100.000)
- (2005): Lo echamos a suertes (+50.000)
- (2007): The Platinum Collection (+50.000)
- (2007): Lo echamos a suertes (DVD)

### Col·laboracions
- Mira que eres canalla Aute (canço "Ay de ti, Ay de mí").
- Mujer (canço "No sabes cómo sufrí").
- Artistas contra la violencia de género, Hay que volver a empezar (Marilia - "Yo no soy ésa").
- Homenaje a Jesús de la Rosa (Marilia - "Recuerdos de una noche").
- Elefantes (Elefantes & Marilia - "Me gustaría hacerte feliz").
- Se vende (Tonxu & Marilia - "Risk", Tonxu & Ella Baila Sola - "El caprichoso").
- Vampiros en La Habana (Guaraná & Marta Botía - "Échame a mí la culpa").

## Singles

### Ella baila sola(1996)
- 1996: "Lo echamos a suertes" Vídeo
- 1996: "Mejor sin ti"
- 1996: "Amores de barra" Vídeo
- 1997: "Cuando los sapos bailen flamenco" Vídeo
- 1997: "No lo vuelvas hacer"
- 1997: "Por ti" Vídeo